# Copa Paulista de Futebol de 2023
A Copa Paulista de 2023 foi a 29.ª edição desta competição organizada pela Federação Paulista de Futebol. A competição contou com a participação de 18 equipes e foi disputada do dia 30 de junho e terminou no dia 14 de outubro.

## Regulamento
Na primeira fase, as 18 equipes foram divididas em 3 grupos regionalizados com 6 equipes cada. Estas equipes jogarão entre si em seus respectivos grupos em jogos de turno e returno, classificando-se para a fase seguinte os 2 melhores colocados de cada grupo e os 2 melhores terceiros colocados, independente do grupo que pertença para a fase seguinte.
Nas quartas de final, as 8 equipes classificadas da fase anterior serão separadas em 4 chaves com 2 equipes cada, e jogarão entre si em jogos de turno e returno, classificando-se os 4 melhores pontuados de cada chave para as Semifinais.
Nas semifinais, as 4 equipes classificadas da fase anterior serão separadas em 2 chaves com 2 equipes cada, e jogarão entre si em jogos de turno e returno, classificando-se os 2 melhores pontuados de cada chave para a Final.
Na final, as 2 equipes classificadas da fase anterior jogarão entre si em jogos de turno e returno. O clube que fazer a melhor pontuação nessa fase será considerado o campeão da competição e terá o direito de escolher uma vaga para a Copa do Brasil de 2024 ou para a Série D de 2024. O clube vice-campeão terá o direito de ficar com a vaga para a competição não escolhida pelo clube campeão.

### Critérios de desempate
Ocorrendo a igualdade no número de pontos ganhos entre duas equipes ou mais na primeira fase, serão aplicados sucessivamente os seguintes critérios técnicos de desempate:
1. Maior número de vitórias;
2. Maior saldo de gols;
3. Maior número de gols pró;
4. Menor número de cartões vermelhos recebidos;
5. Menor número de cartões amarelos recebidos;
6. Sorteio público na sede da FPF.

- Ocorrendo a igualdade nas fases finais, os critérios serão adotados até a alínea "2" somente na fase em questão, e na persistência da igualdade, o desempate será decidido por disputa de pênaltis.[4]

## Equipes participantes
As seguintes 18 equipes disputarão a competição:
| Equipe              | Cidade                | Participações | Títulos         | Ref. |
| ------------------- | --------------------- | ------------- | --------------- | ---- |
| Comercial           | Ribeirão Preto        | 18            | —               |      |
| EC São Bernardo     | São Bernardo do Campo | 3             | —               |      |
| Grêmio Prudente     | Presidente Prudente   | 1             | —               |      |
| Juventus-SP         | São Paulo             | 21            | 1 (2007)        |      |
| Marília             | Marília               | 11            | —               |      |
| Mirassol            | Mirassol              | 17            | —               |      |
| Noroeste            | Bauru                 | 18            | 2 (2005 e 2012) |      |
| Oeste               | Barueri               | 6             | 1 (1981)        |      |
| Ponte Preta         | Campinas              | 4             | —               |      |
| Portuguesa          | São Paulo             | 9             | 1 (2020)        |      |
| Portuguesa Santista | Santos                | 9             | —               |      |
| Primavera           | Indaiatuba            | 4             | —               |      |
| Red Bull Bragantino | Bragança Paulista     | 3             | —               |      |
| Santo André         | Santo André           | 10            | 2 (2003 e 2014) |      |
| São Bento           | Sorocaba              | 14            | 1 (2002)        |      |
| São Caetano         | São Caetano do Sul    | 8             | 1 (2019)        |      |
| São José-SP         | São José dos Campos   | 11            | —               |      |
| XV de Piracicaba    | Piracicaba            | 20            | 2 (2016 e 2022) |      |

## Primeira fase
Os grupos da primeira fase e os confrontos foram divulgados no dia 2 de maio pela Federação.

### Grupo 1
| Pos. | Equipe          | Pts | J  | V | E | D | GP | GC | SG  | AP | Zona de classificação                  |
| ---- | --------------- | --- | -- | - | - | - | -- | -- | --- | -- | -------------------------------------- |
| 1    | Noroeste        | 21  | 10 | 6 | 3 | 1 | 18 | 6  | +12 | 70 | Classificados para as quartas de final |
| 2    | Marília         | 16  | 10 | 4 | 5 | 2 | 12 | 13 | –1  | 53 | Classificados para as quartas de final |
| 3    | Grêmio Prudente | 15  | 10 | 4 | 3 | 3 | 12 | 8  | +4  | 50 | Índice técnico                         |
| 4    | Mirassol        | 15  | 10 | 4 | 3 | 3 | 12 | 8  | +4  | 50 | Eliminados na primeira fase            |
| 5    | Comercial       | 6   | 10 | 1 | 3 | 6 | 5  | 16 | –11 | 20 | Eliminados na primeira fase            |
| 6    | São Bento       | 6   | 10 | 0 | 6 | 4 | 4  | 12 | –8  | 20 | Eliminados na primeira fase            |

Fonte:

#### Confrontos
| Mandante \| Visitante | COM | GPR | MAR | MIR | NOR | SBE |
| --------------------- | --- | --- | --- | --- | --- | --- |
| Comercial-SP          | —   | 1–2 | 0–1 | 0–3 | 1–3 | 1–0 |
| Grêmio Prudente       | 2–0 | —   | 1–2 | 1–0 | 1–1 | 3–0 |
| Marília               | 2–2 | 0–0 | —   | 0–2 | 2–5 | 0–0 |
| Mirassol              | 0–0 | 1–0 | 2–3 | —   | 1–1 | 2–0 |
| Noroeste              | 2–0 | 1–0 | 0–1 | 2–0 | —   | 0–0 |
| São Bento             | 0–0 | 2–2 | 1–1 | 1–1 | 0–2 | —   |

| Vitória do mandante | Vitória do visitante | Empate |

### Grupo 2
| Pos. | Equipe              | Pts | J  | V | E | D | GP | GC | SG | AP | Zona de classificação                  |
| ---- | ------------------- | --- | -- | - | - | - | -- | -- | -- | -- | -------------------------------------- |
| 1    | XV de Piracicaba    | 22  | 10 | 6 | 4 | 0 | 10 | 1  | +9 | 73 | Classificados para as quartas de final |
| 2    | Juventus-SP         | 19  | 10 | 5 | 4 | 1 | 17 | 13 | +4 | 63 | Classificados para as quartas de final |
| 3    | Primavera           | 14  | 10 | 4 | 2 | 4 | 9  | 9  | 0  | 47 | Índice técnico                         |
| 4    | Oeste               | 13  | 10 | 3 | 4 | 3 | 11 | 11 | 0  | 43 | Eliminados na primeira fase            |
| 5    | Ponte Preta         | 6   | 10 | 1 | 3 | 6 | 5  | 11 | –6 | 20 | Eliminados na primeira fase            |
| 6    | Red Bull Bragantino | 6   | 10 | 1 | 3 | 6 | 13 | 20 | –7 | 20 | Eliminados na primeira fase            |

Fonte:

#### Confrontos
| Mandante \| Visitante | JUV | OES | PON | PRI | RBB | XVP |
| --------------------- | --- | --- | --- | --- | --- | --- |
| Juventus-SP           | —   | 2–0 | 2–1 | 1–1 | 4–3 | 0–0 |
| Oeste                 | 2–2 | —   | 0–0 | 1–2 | 2–2 | 0–1 |
| Ponte Preta           | 1–3 | 0–1 | —   | 0–1 | 1–1 | 0–1 |
| Primavera             | 0–1 | 1–3 | 0–1 | —   | 2–0 | 0–1 |
| RB Bragantino         | 5–2 | 1–2 | 1–1 | 0–1 | —   | 0–1 |
| XV de Piracicaba      | 0–0 | 0–0 | 1–0 | 1–1 | 4–0 | —   |

Em negrito, os jogos clássicos.
| Vitória do mandante | Vitória do visitante | Empate |

### Grupo 3
| Pos. | Equipe              | Pts | J  | V | E | D | GP | GC | SG  | AP | Zona de classificação                  |
| ---- | ------------------- | --- | -- | - | - | - | -- | -- | --- | -- | -------------------------------------- |
| 1    | Portuguesa          | 23  | 10 | 7 | 2 | 1 | 14 | 2  | +12 | 77 | Classificados para as quartas de final |
| 2    | São José-SP         | 23  | 10 | 7 | 2 | 1 | 16 | 7  | +9  | 77 | Classificados para as quartas de final |
| 3    | Portuguesa Santista | 21  | 10 | 7 | 0 | 3 | 13 | 7  | +6  | 70 | Índice técnico                         |
| 4    | Santo André         | 10  | 10 | 3 | 1 | 6 | 7  | 15 | –8  | 33 | Eliminados na primeira fase            |
| 5    | EC São Bernardo     | 6   | 10 | 2 | 0 | 8 | 6  | 15 | –9  | 20 | Eliminados na primeira fase            |
| 6    | São Caetano         | 4   | 10 | 1 | 1 | 8 | 4  | 14 | –10 | 13 | Eliminados na primeira fase            |

Fonte:

#### Confrontos
| Mandante \| Visitante | ECS | POR | PST | SAD | SCA | SJO |
| --------------------- | --- | --- | --- | --- | --- | --- |
| EC São Bernardo       | —   | 0–3 | 0–1 | 1–2 | 1–0 | 2–3 |
| Portuguesa            | 1–0 | —   | 1–0 | 4–0 | 2–0 | 0–0 |
| Portuguesa Santista   | 2–1 | 1–0 | —   | 2–1 | 1–0 | 2–0 |
| Santo André           | 0–1 | 0–1 | 1–0 | —   | 1–1 | 0–2 |
| São Caetano           | 2–0 | 0–1 | 0–2 | 1–2 | —   | 0–2 |
| São José-SP           | 1–0 | 1–1 | 3–2 | 2–0 | 2–0 | —   |

Em negrito, os jogos clássicos.
| Vitória do mandante | Vitória do visitante | Empate |

### Índice técnico
| Pos. | Equipe              | Pts | J  | V | E | D | GP | GC | SG | AP | Zona de classificação                  |
| ---- | ------------------- | --- | -- | - | - | - | -- | -- | -- | -- | -------------------------------------- |
| 1    | Portuguesa Santista | 21  | 10 | 7 | 0 | 3 | 13 | 7  | +6 | 70 | Classificados para as quartas de final |
| 2    | Grêmio Prudente     | 15  | 10 | 4 | 3 | 3 | 12 | 8  | +4 | 50 | Classificados para as quartas de final |
| 3    | Primavera           | 14  | 10 | 4 | 2 | 4 | 9  | 9  | 0  | 47 | Eliminado na primeira fase             |

## Fase final
Em itálico, o clube que jogará o jogo da volta na condição de mandante por possuir a melhor campanha. Em negrito, os classificados.
|  | Quartas de final          | Quartas de final   | Quartas de final   | Quartas de final   |   |                     | Semifinais          | Semifinais          | Semifinais          | Semifinais          |  |                     | Final             | Final             | Final             | Final             |  |  |
|  | 9 a 17 de setembro        | 9 a 17 de setembro | 9 a 17 de setembro | 9 a 17 de setembro |   |                     | 23 e 30 de setembro | 23 e 30 de setembro | 23 e 30 de setembro | 23 e 30 de setembro |  |                     | 7 e 14 de outubro | 7 e 14 de outubro | 7 e 14 de outubro | 7 e 14 de outubro |  |  |
|  |                           |                    |                    |                    |   |                     |                     |                     |                     |                     |  |                     |                   |                   |                   |                   |  |  |
|  | Noroeste                  | 1                  | 0                  | 1 (3)              |   |                     |                     |                     |                     |                     |  |                     |                   |                   |                   |                   |  |  |
|  | Portuguesa Santista (pen) | 0                  | 1                  | 1 (5)              |   |                     |                     |                     |                     |                     |  |                     |                   |                   |                   |                   |  |  |
|  | Portuguesa Santista (pen) | 0                  | 1                  | 1 (5)              |   | Portuguesa Santista | 1                   | 1                   | 2                   |                     |  |                     |                   |                   |                   |                   |  |  |
|  |                           |                    |                    |                    |   | Portuguesa Santista | 1                   | 1                   | 2                   |                     |  |                     |                   |                   |                   |                   |  |  |
|  |                           | XV de Piracicaba   | 1                  | 0                  | 1 |                     |                     |                     |                     |                     |  |                     |                   |                   |                   |                   |  |  |
|  | Juventus-SP               | XV de Piracicaba   | 1                  | 0                  | 1 | 0                   | 0                   | 0                   |                     |                     |  |                     |                   |                   |                   |                   |  |  |
|  | Juventus-SP               |                    |                    |                    |   | 0                   | 0                   | 0                   |                     |                     |  |                     |                   |                   |                   |                   |  |  |
|  | XV de Piracicaba          | 2                  | 1                  | 3                  |   |                     |                     |                     |                     |                     |  |                     |                   |                   |                   |                   |  |  |
|  | XV de Piracicaba          | 2                  | 1                  | 3                  |   |                     |                     |                     |                     |                     |  | Portuguesa Santista | 1                 | 2                 | 3                 |                   |  |  |
|  |                           |                    |                    |                    |   |                     |                     |                     |                     |                     |  | Portuguesa Santista | 1                 | 2                 | 3                 |                   |  |  |
|  |                           | São José-SP        | 0                  | 2                  | 2 |                     |                     |                     |                     |                     |  |                     |                   |                   |                   |                   |  |  |
|  | Grêmio Prudente           | São José-SP        | 0                  | 2                  | 2 | 1                   | 2                   | 3                   |                     |                     |  |                     |                   |                   |                   |                   |  |  |
|  | Grêmio Prudente           |                    |                    |                    |   | 1                   | 2                   | 3                   |                     |                     |  |                     |                   |                   |                   |                   |  |  |
|  | Portuguesa                | 0                  | 2                  | 2                  |   |                     |                     |                     |                     |                     |  |                     |                   |                   |                   |                   |  |  |
|  | Portuguesa                | 0                  | 2                  | 2                  |   | Grêmio Prudente     | 1                   | 0                   | 1                   |                     |  |                     |                   |                   |                   |                   |  |  |
|  |                           |                    |                    |                    |   | Grêmio Prudente     | 1                   | 0                   | 1                   |                     |  |                     |                   |                   |                   |                   |  |  |
|  |                           | São José-SP        | 1                  | 2                  | 3 |                     |                     |                     |                     |                     |  |                     |                   |                   |                   |                   |  |  |
|  | Marília                   | São José-SP        | 1                  | 2                  | 3 | 1                   | 0                   | 1                   |                     |                     |  |                     |                   |                   |                   |                   |  |  |
|  | Marília                   |                    |                    |                    |   | 1                   | 0                   | 1                   |                     |                     |  |                     |                   |                   |                   |                   |  |  |
|  | São José-SP               | 2                  | 4                  | 6                  |   |                     |                     |                     |                     |                     |  |                     |                   |                   |                   |                   |  |  |

## Premiação
| Copa Paulista de 2023                    |
| São Paulo                                |
| ---------------------------------------- |
| Portuguesa Santista Campeão (1.º título) |

## Estatísticas
Atualizado em 14 de outubro de 2023

### Artilharia
| Gols | Jogador       | Equipe              |
| ---- | ------------- | ------------------- |
| 8    | Franco        | Portuguesa Santista |
| 7    | Chrigor       | Portuguesa          |
| 6    | Rafael Tanque | São José-SP         |
| 5    | Pedro Matheus | São José-SP         |
| 4    | João Marcos   | Marília             |
| 4    | Leocovick     | Grêmio Prudente     |
| 4    | Maikon Aquino | XV de Piracicaba    |
| 4    | Nicholas      | São José-SP         |
| 4    | Pedro Felipe  | Noroeste            |
| 4    | Rone          | Portuguesa          |
| 4    | Werik Popó    | Red Bull Bragantino |

### Poker-tricks
| Jogador    | Clube               | Adversário  | Rod | Ref   |
| ---------- | ------------------- | ----------- | --- | ----- |
| Werik Popó | Red Bull Bragantino | Juventus-SP | 1ª  | [ 9 ] |

### Público
Maiores públicos
Estes são os dez maiores PÚBLICOS PAGANTES do campeonato, sem considerar as partidas com portões fechados:
| N.º | Público | Mandante            | Placar | Visitante           | Estádio         | Data           | Rodada    | Ref.   |
| --- | ------- | ------------------- | ------ | ------------------- | --------------- | -------------- | --------- | ------ |
| 1   | 10 418  | São José-SP         | 2–2    | Portuguesa Santista | Martins Pereira | 14 de outubro  | Final     | [ 10 ] |
| 2   | 7 695   | São José-SP         | 2–0    | Grêmio Prudente     | Martins Pereira | 30 de setembro | Semifinal | [ 11 ] |
| 3   | 5 881   | Portuguesa Santista | 1–0    | São José-SP         | Ulrico Mursa    | 7 de outubro   | Final     | [ 12 ] |
| 4   | 5 589   | Portuguesa          | 2–2    | Grêmio Prudente     | Canindé         | 16 de setembro | Quartas   | [ 13 ] |
| 5   | 4 580   | Portuguesa Santista | 1–1    | XV de Piracicaba    | Ulrico Mursa    | 23 de setembro | Semifinal | [ 14 ] |
| 6   | 4 360   | XV de Piracicaba    | 0–1    | Portuguesa Santista | Barão           | 30 de setembro | Semifinal | [ 15 ] |
| 7   | 4 204   | Grêmio Prudente     | 1–1    | São José-SP         | Prudentão       | 23 de setembro | Semifinal | [ 16 ] |
| 8   | 4 067   | Portuguesa Santista | 1–0    | Noroeste            | Ulrico Mursa    | 17 de setembro | Quartas   | [ 17 ] |
| 9   | 3 922   | São José-SP         | 4–0    | Marília             | Martins Pereira | 16 de setembro | Quartas   | [ 18 ] |
| 10  | 3 579   | XV de Piracicaba    | 1–0    | Juventus-SP         | Barão           | 15 de setembro | Quartas   | [ 19 ] |

Menores públicos
Estes são os dez menores PÚBLICOS PAGANTES do campeonato, sem considerar as partidas com portões fechados: 
| N.º | Público | Mandante        | Placar | Visitante           | Estádio             | Data          | Rodada | Ref.   |
| --- | ------- | --------------- | ------ | ------------------- | ------------------- | ------------- | ------ | ------ |
| 1   | 128     | São Caetano     | 2–0    | EC São Bernardo     | Anacleto Campanella | 4 de agosto   | 6ª     | [ 20 ] |
| 2   | 133     | São Caetano     | 1–2    | Santo André         | Anacleto Campanella | 25 de agosto  | 9ª     | [ 21 ] |
| 3   | 134     | Comercial       | 1–0    | São Bento           | Palma Travassos     | 27 de agosto  | 9ª     | [ 22 ] |
| 4   | 137     | Ponte Preta     | 1–1    | Red Bull Bragantino | Moisés Lucarelli    | 20 de agosto  | 8ª     | [ 23 ] |
| 5   | 140     | Oeste           | 2–2    | Red Bull Bragantino | Arena Barueri       | 3 de setembro | 10ª    | [ 24 ] |
| 6   | 147     | Mirassol        | 0–0    | Comercial           | Campos Maia         | 23 de agosto  | 8ª     | [ 25 ] |
| 7   | 149     | Oeste           | 0–0    | Ponte Preta         | Arena Barueri       | 13 de agosto  | 7ª     | [ 26 ] |
| 8   | 152     | EC São Bernardo | 1–2    | Santo André         | Estádio 1º de Maio  | 13 de agosto  | 7ª     | [ 27 ] |
| 9   | 162     | EC São Bernardo | 2–3    | São José-SP         | Bruno José Daniel   | 22 de julho   | 4ª     | [ 28 ] |
| 10  | 168     | Oeste           | 2–2    | Juventus-SP         | Santana de Parnaíba | 21 de julho   | 4ª     | [ 29 ] |